# Eunice Paiva
Maria Lucrécia Eunice Facciolla Paiva (São Paulo, 7 de noviembre de 1929 - São Paulo, 13 de diciembre de 2018) fue una abogada brasileña y activista del movimiento contra la dictadura militar en Brasil.
Después de perder a su esposo, el exdiputado federal Rubens Paiva, a manos de la dictadura militar entonces vigente, que le negó cualquier respuesta sobre su paradero, Eunice, en la expresa necesidad de asegurar el adecuado sustento de ella y de sus hijos, reingresó y se graduó en la Facultad de Derecho de la Universidad Presbiteriana Mackenzie. Abogó por los derechos humanos de las víctimas de la represión política y sus familias, así como por los derechos de los indígenas.

## Biografía
Eunice Paiva pasó su infancia en el barrio de Brás , donde vivió en una comunidad de italianos que llegaron a Brasil a principios del siglo XX, y luego se mudó con su familia al barrio de Higienópolis. Desde temprana edad cultivó el gusto por la lectura. Se graduó en la carrera de Literatura de la Universidad Mackenzie y hablaba con fluidez francés e inglés. A los 23 años se casó con el ingeniero Rubens Paiva , con quien tuvo cinco hijos: Vera Sílvia Facciolla Paiva (1953), Maria Eliana Facciolla Paiva (1955), Ana Lúcia Facciolla Paiva (1957), Marcelo Rubens Paiva (1959). y María Beatriz Facciolla Paiva (1960). Fue amiga de grandes escritores, como Lygia Fagundes Telles, Antônio Calado y Haroldo de Campos.
En enero de 1971, su marido fue secuestrado, torturado y asesinado en los sótanos del DOI-CODI (Destacamento de Operaciones de Información - Centro de Operaciones de Defensa Interna) en Río de Janeiro por la dictadura militar brasileña. La familia vivía en Río de Janeiro cuando los militares llegaron a su casa y la llevaron a ella, a su esposo y a su hija Eliana al DOI-CODI, ubicado en Rua Barão de Mesquita nº 425, en el barrio de Tijuca. Eliana estuvo detenida durante 24 horas, mientras que Eunice permaneció 12 días sometida a interrogatorio. En 1973, Eunice ingresó nuevamente a la Universidad Mackenzie y comenzó a estudiar derecho, graduándose a la edad de 47 años.
Murió el 13 de diciembre de 2018, a los 89 años, en São Paulo, después de 15 años viviendo con Alzheimer.

## En la cultura popular
En 1978, se estrenó el documental Eunice, Clarice, Thereza, dirigido por Joatan Berbel, que cuenta la historia de tres viudas de presos políticos: Clarice Herzog (viuda del periodista Vladimir Herzog), Thereza Fiel (viuda del obrero metalúrgico Manuel Fiel Filho) y Eunice Paiva, tres mujeres unidas contra la dictadura y la represión del régimen militar.
En 2015 se publicó una novela autobiográfica Todavía estoy aquí , escrita por su hijo, Marcelo Rubens Paiva, que aborda la vida de Eunice Paiva y traza un paralelo entre su historia y el período de dictadura en Brasil. El libro obtuvo el tercer lugar en el Premio Jabuti, en la categoría «nominación del lector», fue nominado a los Premios Océanos y Governador do Estado e ingresó en la lista de los mejores libros de 2015 del diario O Globo.

### Ficción
La actriz Fernanda Torres interpretó a Eunice Paiva en la película Aún estoy aquí de Walter Salles. La interpretación de Torres le valió el Globo de Oro a la mejor actriz - Drama. La película ganó el premio a Mejor película internacional Premios Oscar.